# たちばな台
たちばな台（たちばなだい）は、神奈川県横浜市青葉区の町名。現行行政地名はたちばな台一丁目及びたちばな台二丁目。住居表示未実施区域。

## 地理
横浜市青葉区中央部に位置する。東に上谷本町とみたけ台、西に若草台、南に桜台、北に鴨志田町と鉄町と接している。

### 地価
住宅地の地価は、2025年（令和7年）1月1日の公示地価によれば、たちばな台2丁目5番45の地点で26万1000円/m²となっている。

## 歴史

### 沿革
- 1971年（昭和46年）1月26日 - 土地区画整理事業（成合）に伴い[6]、横浜市緑区上谷本町、鴨志田町、成合町、恩田町の各一部から横浜市緑区たちばな台一丁目・同二丁目を新設する[7]。
- 1975年（昭和50年）9月28日 - 土地区画整理事業（上谷本第三）[6]に伴い、上谷本町の一部をたちばな台一丁目に編入[8]。
- 1977年（昭和52年）2月26日 - 土地区画整理事業（鴨志田第二）[6]に伴い、鴨志田町とたちばな台二丁目の境界を変更する[8]。
- 1983年（昭和58年）2月26日 - 土地改良事業に伴い、上谷本町、鴨志田町、鉄町の各一部をたちばな台一丁目に編入する[9]。
- 1994年（平成6年）11月6日 - 港北区と緑区を再編し、青葉区と都筑区を新設。横浜市青葉区たちばな台となる[10]。

### 町名の変遷
| 町名             | 設置年月日                | 実施前（各町名ともその一部）       |
| ---------------- | ------------------------- | ---------------------------------- |
| たちばな台一丁目 | 1971年（昭和46年）1月26日 | 上谷本町、鴨志田町、成合町の各一部 |
| たちばな台一丁目 | 1975年（昭和50年）9月28日 | 上谷本町の一部                     |
| たちばな台一丁目 | 1983年（昭和58年）2月26日 | 上谷本町、鴨志田町、鉄町の各一部   |
| たちばな台二丁目 | 1971年（昭和46年）1月26日 | 恩田町、鴨志田町、成合町の各一部   |

## 世帯数と人口
2025年（令和7年）6月30日現在（横浜市発表）の世帯数と人口は以下の通りである。
| 丁目             | 世帯数    | 人口    |
| ---------------- | --------- | ------- |
| たちばな台一丁目 | 1,229世帯 | 2,890人 |
| たちばな台二丁目 | 1,470世帯 | 3,089人 |
| 計               | 2,699世帯 | 5,979人 |

### 人口の変遷
国勢調査による人口の推移。
| 年                 | 人口  |
| ------------------ | ----- |
| 1995年（平成7年）  | 5,296 |
| 2000年（平成12年） | 6,042 |
| 2005年（平成17年） | 6,327 |
| 2010年（平成22年） | 6,258 |
| 2015年（平成27年） | 6,079 |
| 2020年（令和2年）  | 6,050 |

### 世帯数の変遷
国勢調査による世帯数の推移。
| 年                 | 世帯数 |
| ------------------ | ------ |
| 1995年（平成7年）  | 1,911  |
| 2000年（平成12年） | 2,237  |
| 2005年（平成17年） | 2,258  |
| 2010年（平成22年） | 2,428  |
| 2015年（平成27年） | 2,344  |
| 2020年（令和2年）  | 2,502  |

## 学区
市立小・中学校に通う場合、学区は以下の通りとなる（2024年11月時点）。
| 丁目             | 番地 | 小学校                   | 中学校                 |
| ---------------- | ---- | ------------------------ | ---------------------- |
| たちばな台一丁目 | 全域 | 横浜市立みたけ台小学校   | 横浜市立みたけ台中学校 |
| たちばな台二丁目 | 全域 | 横浜市立鴨志田第一小学校 | 横浜市立鴨志田中学校   |

## 事業所
2021年（令和3年）現在の経済センサス調査による事業所数と従業員数は以下の通りである。
| 丁目             | 事業所数 | 従業員数 |
| ---------------- | -------- | -------- |
| たちばな台一丁目 | 26事業所 | 225人    |
| たちばな台二丁目 | 53事業所 | 620人    |
| 計               | 79事業所 | 845人    |

### 事業者数の変遷
経済センサスによる事業所数の推移。
| 年                 | 事業者数 |
| ------------------ | -------- |
| 2016年（平成28年） | 73       |
| 2021年（令和3年）  | 79       |

### 従業員数の変遷
経済センサスによる従業員数の推移。
| 年                 | 従業員数 |
| ------------------ | -------- |
| 2016年（平成28年） | 987      |
| 2021年（令和3年）  | 845      |

## 施設
- たちばな台東急ストア
- たちばな台病院

## その他

### 日本郵便
- 郵便番号 : 227-0046[3]（集配局：青葉郵便局[20]）

### 警察
町内の警察の管轄区域は以下の通りである。
| 番・番地等 | 警察署     | 交番・駐在所 |
| ---------- | ---------- | ------------ |
| 全域       | 青葉警察署 | 鉄町交番     |